# Eddie Brugman
Eddie Brugman, eig. Edward Joannes Lodewijk Verbruggen (Antwerpen, 4 november 1943 – Nieuwkoop, 7 februari 2019) was een Belgisch acteur.

## Loopbaan
Brugman speelde tussen 1962 en 2004 in veel televisiefilms en televisieseries. In 1963-1964 had hij de hoofdrol als archeoloog Peter Bergen in de jeugdtelevisieserie De Tijdscapsule. In 1985 was hij te horen in de hoorspelreeks Het Janussyndroom. In 1990, 1996 en 1997 speelde hij in enkele afleveringen van 12 steden, 13 ongelukken. Later volgden nog rollen in Onderweg naar Morgen, Westenwind en Blauw blauw.
Brugman had ook een hoofdrol in een paar langspeelfilms. In Keetje Tippel van Paul Verhoeven uit 1975 speelde hij de rol van de rijke notariszoon André bij wie Keetje intrekt om hem te verzorgen. Hij vertolkte de hoofdrol in de film Pallieter van Roland Verhavert uit 1976 naar het gelijknamig boek van Felix Timmermans. In De stilte rond Christine M. van Marleen Gorris uit 1982 speelde hij Ruud van den Bos.
Brugman had een relatie met actrice Hetty Verhoogt. Hij overleed in 2019 op 75-jarige leeftijd.

## Filmografie
- 1975: Keetje Tippel als André
- 1976: Pallieter als Pallieter
- 1978: Doctor Vlimmen als vriend van Truus
- 1982: De stilte rond Christine M. als Ruud van den Bos
- 1987: Moordspel, afl 1- Gelukkig Nieuwjaar, als Paul Lietaard
- 1996: F.C. De Kampioenen, seizoen 6 afl 7- Bij Xavier, als Christophe Uyttevenne

- Gemeinsame Normdatei: 140647724
- International Standard Name Identifier: 0000 0000 7893 5392
- Library of Congress Control Number: no2010066853
- Virtual International Authority File: 120582181
- WorldCat: E39PBJjXjY3ymbwbKdpMc3xJjC